# مارغريت باك
مارغريت باك (بالإنجليزية: Margaret Buck)‏ هي راكبة الكنو أسترالية، ولدت في 10 ديسمبر 1940.

## وصلات خارجية
- مارغريت باك على موقع أوليمبيديا (الإنجليزية)
- مارغريت باك على موقع اللجنة الأولمبية الأسترالية (الإنجليزية)